# Le Docteur Fabricius (Charles Koechlin)

Le Docteur Fabricius, op. 202, est un poème symphonique de Charles Koechlin composé de 1941 à 1944, orchestré en 1946. Il fut créé à Bruxelles le 14 janvier 1949 par l’Orchestre de l'INR sous la direction de Franz André. 

## Présentation de l'œuvre

### Origine et conception de l'ouvrage
Le philosophe Charles Dollfus, oncle du compositeur, avait publié en 1863 une nouvelle intitulée Le Docteur Fabricius, dont Koechlin tira l'argument de son poème symphonique.
Dans une lettre à Paul Collaer, il exposait le sujet ainsi : « L'auteur de la nouvelle suppose être allé voir, dans son ermitage, un certain docteur Fabricius, philosophe qu'il a connu quelques années auparavant. Le docteur l'invite à passer la nuit chez lui. Repas en silence. Mystère qui plane sur le docteur. Celui-ci enfin rompt le silence et explique à son hôte pourquoi il s'est retiré du monde. « La vie », dit-il, « est une duperie, la nature est éternellement indifférente, elle se sert de nous pour entretenir la vie et ne fait rien pour diminuer nos malheurs » (ceci se trouve dans les dialogues philosophiques d'Ernest Renan). Injustices immenses... très âpre contre les puissances qui nous gouvernent. Conclusion : le docteur Fabricius s'est retiré dans cet ermitage (ancien monastère) et dans un désespoir farouche qui lui laisse les yeux secs. Il souhaite bonne nuit à son hôte. Celui-ci, rentré dans sa chambre, ouvre la fenêtre sur la nuit étoilée. Alors le calme rentre dans son âme, puis l'espoir. Une si grande et si vaste harmonie des mondes ne peut nous laisser croire que l'ordre n'existe pas... Puis le matin se lève et voici qu'il se réveille. Ce n'était qu'un rêve, il est encore à l'auberge d'où il comptait partir pour aller voir le docteur. Vous voyez tout ce qu'il y a à faire sur ce sujet admirable ».

### Composition
Les mouvements du poème symphonique s’enchaînent sans interruption :
1. Le Manoir
Un thème monodique, « austère et grave », se déploie pendant près de cinq minutes.
2. La Douleur
- Choral I
- Choral II
- Choral III en canon à 6 parties

Ce nouveau thème, selon Koechlin, finit par devenir « un peu énigmatique » par sa polytonalité (et l'emploi de canons multiples) et enfin « s'exaspère » pour mener à
3. La Révolte
où les interrogations font place à des sursauts instrumentaux, à des appels, entrecoupés de silence, qui se rassemblent et s'organisent « comme des vagues de tempête »…
- Allegro moderato
- Reprise des thèmes de La Douleur
- Fugue
- Rappel des thèmes de La Douleur
- Strette de la fugue
- Choral : Aus tiefer Noth…

Le choral protestant Aus tiefer Not schrei ich zu Dir (équivalent du De profundis : « Du fond de la détresse, je crie vers Toi… ») fortissimo littéralement « hurlé » par l'orchestre, « rugi » par les cuivres, est suivi d'un silence qui n'a rien d'une pause.
4. Le Ciel étoilé
Silence. Une longue monodie, confiée aux ondes Martenot, s'élève sur un fond renaissant de cordes, « disant le calme et l'ordre mystérieux ».
5. La Nature, la Vie, l’Espoir
6. Réponse de l’Homme
De longues phrases richement harmonisées, modulant et se fondant les unes dans les autres, ramènent à un volume sonore tel qu'éclate
7. La Joie
où les thèmes ébauchés dans les précédents mouvements s'unissent en un flot continu, dont l'expression va grandissant jusqu'à un nouveau sommet chanté fortissimo, d'une sérénité lumineuse suivie du seul coup de cymbales de l'œuvre, d'un trille pianissimo des cordes et d'un unique coup de cymbales antiques au terme d'un frôlement ascendant de harpes, signifiant le réveil.
8. Choral final
Le thème du Manoir initial est repris, d'abord aux cordes seules, métamorphosé en une polyphonie modale écrite successivement à deux, puis à trois, enfin à quatre voix, d'une grande noblesse.
L'exécution dure un peu moins d'une heure.

### Création et critiques
Le concert du 14 janvier 1949 fut un grand succès, auprès du public et de la critique. Charles Koechlin confiait ainsi à Darius Milhaud : « Je n'étais pas sans inquiétude au sujet de l'orchestration et des proportions de ce long poème symphonique (il dure de 50 à 55 minutes). Mais finalement je me suis trouvé rassuré, et je crois bien, cette fois encore, ne m'être pas trompé. Paul Collaer était très content ; il m'a dit : “C'est magnifique”. L'orchestre sous la direction de Franz André s'est surpassé [...] De tels moments sont un grand réconfort ! ».
Cette création ne fut rendue possible, cependant, que parce que le compositeur, octogénaire mais infatigable, avait préparé toutes les parties d'orchestre lui-même, en manuscrits…
Les moyens mis en jeu sont considérables : au grand orchestre symphonique s'ajoutent les ondes Martenot, deux saxophones, quatre saxhorns et les grandes orgues pour certains passages. Cette formation, l'écriture volontiers « monumentale » de l'ensemble et l'emploi de tels instruments font prévoir la Turangalîla-Symphonie d'Olivier Messiaen, qui est exactement contemporaine.
L'œuvre est caractéristique du langage de son auteur, qui la considérait comme un « testament musical » : le discours musical ne s'essouffle jamais, malgré une amplitude considérable et de forts contrastes expressifs. La technique, impressionnante et parfaitement maîtrisée, ne fait pas obstacle à la générosité de pensée humaniste de Charles Koechlin. Les contrepoints acides, arides ou enlevés, vont toujours dans le sens de l'expression, que ce soit pour la révolte, la joie ou la foi en l'avenir, si chers au compositeur. Le message esthétique qui s'en dégage achève de faire du Docteur Fabricius une œuvre précieuse dans le paysage musical de l'après-guerre.

### Enregistrement
- Radio-Sinfonieorchester Stuttgart de la SWR, direction : Heinz Holliger, éd. Hänssler Classic, 2003-2004